# Charles de Pindray
Le marquis Charles de Pindray (né en 1816 et mort en juin 1852) est un aventurier français qui créa une colonie française au Mexique.

## Biographie
Charles de Pindray est issu d'une famille noble du Poitou. Ses activités en France sont assez obscures. Il participe notamment en 1840 à une vaste escroquerie bancaire internationale. 
Fuyant la police et la révolution de 1848, il émigre de France vers la côte est des États-Unis. En 1849, il décide de partir vers l'Ouest. Il intègre alors une caravane de colons partant à la conquête de l'Ouest. Pendant la traversée du continent, ses talents de chasseur sauvent la caravane de la famine. Tous les jours, il part chasser des animaux sauvages, pour ramener des vivres chaque soir. Arrivé à San Francisco, il décide de continuer cette activité et de vivre de sa chasse. Il achète une baleinière et parcourt les comtés de San Rafael et de Sonora, traquant infatigablement les ours et les élans. Aucun de ses employés n'aurait tenu plus d'une semaine sous ses ordres, tant la tâche était pénible. 
Pindray acquiert bientôt une renommée considérable, notamment parmi la pègre locale. Il fréquente assidument les maisons de jeux et les prostituées dans les endroits les plus mal famés de San Francisco. Sa haute stature et son accoutrement font sensation. Il s'habille à la façon d'un mousquetaire avec de larges bottes en cuir et un grand chapeau de feutre ; des trophées de chasse pendent à son cou et il est parfois accompagné de la dépouille d'un ours, tirée dans une charrette. Il est de plus armé de pistolets ou d'un fusil de chasse, et une épée pend à son côté. Le prix du gibier étant descendu trop bas, il abandonne ses activités de chasse et devient l'intendant d'un propriétaire de bestiaux. Il mène les troupeaux à travers les terres sauvages de  Californie jusque dans la Baie de Humboldt.
À cette époque, la rumeur court que se trouvent en Sonora des gisements de métaux précieux supérieurs à ceux de Californie. Pindray réunit alors 88 Français de San Francisco et s'embarque pour le Mexique. Il arrive à Guaymas en décembre 1851. Pindray et ses hommes sont bien reçus par les habitants, qui leur fournissent des vivres et du matériel. Ils s'installent près de Cocóspera, et sont bientôt rejoints par d'autres Français. La colonie compte alors 150 membres. Ils construisent une ferme, puis exploitent des mines. Ils tiennent en respect les Apaches, qui sont très vindicatifs dans la région. En échange, le gouvernement mexicain promet de fournir la colonie en denrées indispensables, mais ces promesses ne sont pas tenues. Face à la famine qui menace, de nombreux colons quittent Cocóspera. Il ne resta bientôt plus qu'une quarantaine de Français. Le 5 juin 1852, Charles de Pindray est retrouvé mort sous sa tente, une balle au milieu du front. On ne sut jamais s'il s'agissait d'un suicide ou d'un assassinat.
Les derniers colons de Cocóspera se rallièrent plus tard à l'expédition de Gaston de Raousset-Boulbon.